# كلادينة برتقالية
كلادينة برتقالية (الاسم العلمي:Caladenia aurantiaca) هي نوع من النباتات تتبع جنس الكلادينة من الفصيلة السحلبية.